# 西野遼
西野遼（にしの りょう、2000年11月27日 - ）は、日本の俳優。三重県出身。ホリプロ所属。

## 来歴
大学進学を機に上京し、2019年に姉が応募をしたのをきっかけに第32回ジュノン・スーパーボーイ・コンテストで準グランプリ受賞、QBナビゲーター賞を受賞し、2020年ホリプロに所属する。

## 人物
特技は4歳の頃からやっている空手、書道、バスケットボール、水泳。
趣味は映画鑑賞、漫画、ゲーム、読書、フィルムカメラ、スポーツ鑑賞（特に野球）。

## 出演

### テレビドラマ
- だから私はメイクする 第3話（2020年10月21日、テレビ東京） - 社員 役
- 姉ちゃんの恋人 第1話（2020年10月27日、関西テレビ・フジテレビ） - ナンパ男 役[注 1]
- 竹内涼真の撮休 最終話（2020年12月25日、WOWOW） - 高校生 役
- ホリミヤ 第4話・6話（2021年3月10日・24日、MBS・TBS） - 飯島光 役
- 赤ひげ4 第2話（2022年11月11日、NHK BSプレミアム） - 英治 役
- にがくてあまい（2023年4月20日 - 6月22日、東海テレビ） - 馬場園あつし 役[4]

### 映画
- NO CALL NO LIFE（2021年3月5日、アークエンタテインメント）
- アキラとあきら（2022年8月26日、東宝）- 松川亮　役

### 舞台
- ハリー・ポッターと呪いの子　- スコーピウス・マルフォイ　役

### CM
- キュービーネット QBハウス（2020年）
- REALITY WEB広告（2022年）

### Web
- 小学館100周年特別ムービー（2022年8月8日)- 相賀武雄　役
- 彼女はいつも裏側を見せてくれない(2023年2月21日、TikTok・東宝)

### ミュージックビデオ
- Natural Lag 「蜃気楼」（2020年、ユニバーサルミュージック）